# John Abercrombie (médico)
John Abercrombie  (Aberdeen, 10 de outubro de 1781 — Edimburgo,  14 de novembro de 1844) foi um médico escocês, autor, filósofo e filantropo. Sua prática em Edimburgo se tornou uma das práticas médicas de maior sucesso na Escócia. O Chambers Biographical Dictionary diz sobre ele que, após a morte de James Gregory, ele foi "reconhecido como o primeiro médico consultor na Escócia". Como cirurgião do Royal Public Dispensarye o Dispensário da Cidade Nova, ele fornecia atendimento médico gratuito para os pobres da cidade e ensinava estudantes de medicina e aprendizes. Ele publicou extensivamente sobre tópicos médicos e, posteriormente, sobre moralidade e religião metafísica. Cristão devoto, ele apoiou financeiramente o trabalho missionário. Abercrombie recebeu o título honorário de MD da Universidade de Oxford, foi eleito Reitor do Marischal College and University, Aberdeen e nomeado Médico do Rei na Escócia.

## Carreira médica
Depois de se formar, ele continuou seus estudos no St George's Hospital em Londres e, retornando a Edimburgo, instalou-se na 8 Nicolson Street, ao lado da Escola de Equitação de Edimburgo, que em 1832 se tornaria o local do edifício Playfair do presente Royal College of Surgeons of Edinburgh (RCSEd). Em 1804 ele se tornou um Fellow do RCSEd. Sua clínica geral rapidamente se tornou popular e em 1805 ele se tornou cirurgião do Royal. Dispensário público na vizinha Richmond Street. Aqui, ele ofereceu assistência médica gratuita para os pobres da localidade e deu instruções a estudantes de medicina e aprendizes. Ao dividir a cidade em setores geográficos e designar seus estagiários a diferentes setores, ele deu início a um sistema sistemático de treinamento para esses estagiários. Em 1816, ele também foi nomeado cirurgião para o recém-estabelecido New Town Dispensary. Desde o início, ele manteve anotações detalhadas sobre todos os seus pacientes, uma prática incomum na época. Isso formaria a base de suas muitas publicações clínicas, que aumentaram ainda mais sua reputação. A partir de 1816, ele publicou vários artigos no Edinburgh Medical and Surgical Journal, que formaram a base de seus trabalhos mais extensos Pathological and Practical Researches on Diseases of the Brain and Spinal Cord, consideradas como o primeiro livro de neuropatologia, e Researches on the Diseases of the Intestinal Canal, Liver and other Viscera of the Abdomen, ambas publicadas em 1828. Neste último livro descreveu pela primeira vez os sintomas e sinais de úlcera duodenal perfurada. Isso ocorreu em uma época em que era difícil para os médicos correlacionar as características clínicas com a patologia. Abercrombie deu a primeira descrição das características clínicas da úlcera duodenal perfurada confirmada pela autópsia. O espécime que mostra a úlcera perfurada foi colocado no Surgeons 'Hall Museum, onde está em exibição até hoje.
Em 1821, ele não teve sucesso em sua candidatura para a Cátedra de Prática de Física da Universidade de Edimburgo. Depois disso, ele se dedicou a consultar a prática médica. Ele se tornou um licenciado do Royal College of Physicians de Edimburgo em 1823 e um membro do College no ano seguinte.
Nos anos posteriores, ele escreveu uma série de especulações filosóficas e, em 1830, publicou suas Inquiries concerning the Intellectual Powers and the Investigation of Truth, que foi seguido em 1833 por uma sequência, The Philosophy of the Moral Feelings. Ambos os trabalhos alcançaram grande popularidade na época de sua publicação. tem sido amplamente citado em tratados sobre a lei da evidência, devido à sua discussão sobre probabilidade, as fontes de certeza e dúvidas a respeito de testemunho.
Um ancião da Igreja da Escócia, ele também escreveu The man of faith: or the harmony of Christian faith and Christian character (1835), que ele distribuiu gratuitamente.
Abercrombie foi um membro fundador em 1841 da Associação de Envio de Ajuda Médica para Países Estrangeiros de Edimburgo, que se tornou a Sociedade Missionária Médica de Edimburgo, e ele deu apoio financeiro ao seu trabalho.
Um ano após sua morte, seus Ensaios (1845) sobre a ética cristã foram publicados.